# Karel Hába
Karel Hába, křtěný Karel Antonín (21. května 1898 Vizovice – 21. listopadu 1972 Praha), byl český hudební skladatel, sbormistr, violista a pedagog.

## Život
Karel Hába byl bratrem skladatele Aloise Háby, bratrancem skladatele Emila Háby a strýcem skladatele Miroslava Háby. Původně byl učitelem a při učitelských povinnostech studoval housle a skladbu na pražské konzervatoři. Byl žákem Jaroslava Křičky, Josefa Bohuslava Foerstera a Vítězslava Nováka.
V letech 1922–1927 vyučoval na učitelském ústavu ve Sv. Janě pod Skalou. Od roku 1929 pracoval jako redaktor Československého rozhlasu, kde se věnoval zejména vysílání pro školy. V roce 1945 založil Dětský pěvecký sbor Českého rozhlasu. V roce 1952 se stal profesorem metodiky hudební výchovy na Vysoké škole pedagogické v Praze. Působil i v Umělecké besedě v Praze a veřejně vystupoval zejména jako violista.
Spolu se svým bratrem propagoval mikrotonální hudbu. Byl zaníceným interpretem bratrových skladeb a napsal i houslovou školu pro čtvrttónový systém.

## Dílo
Je autorem řady klavírních a komorních skladeb, sborů a písní. Pro orchestr zkomponoval 2 symfonie a houslový koncert.
Vydal řadu zpěvníků určených pro školy a amatérské hudební soubory (92 lidových písní, Pějme píseň dokola, 100 národních a znárodnělých písní).

### Opery
- Jánošík (libreto Antonín Klášterský, 1934)
- Stará historie (libreto Ferdinand Pujman, 1937, neprovedeno)
- O Smolíčkovi (libreto Václav Čtvrtek ), rozhlasová opera pro děti, Čs. rozhlas, 1950)
- Kalibův zločin (vlastní libreto podle Karla Václava Raise, 1968)

### Pedagogická díla
- Moderní houslová technika (1927, 1928)
- Metodika hudební výchovy (1953, 1957)